# Carnaval de Ucayali
El carnaval de Ucayali, es una de las festividades locales del Perú que tuvo una asistencia de más de 45 mil personas en el año 2010. Está en el departamento del Ucayali donde se celebra el mes de febrero especialmente el último domingo.  La primera inauguración oficial fue en 1991, y actualmente se encarga el Gobierno Regional de Ucayali.
Una de las danzas en las cuales se destaca es la pandilla, donde bailan alrededor de la Humisha, o Umsha, llamado al cortamonte, en el oriente peruano. Además de los juegos lanzados en barro, agua y talco, siendo un juego regularmente peligroso.

## Actividades
En la cultura popular, la actividad principal es la Humbisha: en la cual ese árbol tiene la forma similar al gallo enterrado a 50 centímetros de profundidad, que a su vez comparten con música típica, bailes, juegos de talco, pintura y agua; una vez hecho es cortado por el tallo. Otras actividades son los carros alegóricos circulando la ciudad y los concursos de aventura y de moda. Eso tiene similitud a los carnavales de Cajamarca de hace varios años.
Dentro de esta fecha se celebran otras actividades que están organizados bajo la Dirección Regional de Comercio Exterior y Turismo. Dentro de ella, existen ceremonias usuales, como la coronación a Miss Carnaval que se realizó en la Plaza de Armas y los rituales shamánicos. En 2019 se incluyó el campeonato de futbol indígena.